# Dårört
Dårört (Scopolia carniolica) är en art i familjen potatisväxter och förekommer naturligt i östra och sydöstra Europa. Den odlas ibland som trädgårdsväxt i Sverige.
Dårört är en flerårig ört som blir 30 till 80 cm hög. Den blommar under våren med violetta klockformade blommor. Dårört är en berömd växt som tros ha använts i häxsalvor i Slovenien och i östra Preussen som en narkotisk ingrediens i öl och som afrodisiakum. Dårörtens medicinska aktivitet påminner om den hos Belladonna, men är mer narkotisk. 

## Varieteter
- var. carniolica
- Gul dårört (var. brevifolia Dunal) - från Slovenien, har helt gula blommor.

## Odling
Dårört är lättodlad och trivs bra i svenskt klimat. Den trivs på skuggiga platser. Fröna höstsås gärna, men kan också sås tidigt under våren. Plantera ut under sommaren. Växten kan förökas genom delning under våren.

## Kemi
Växten innehåller flera alkaloider som hyoscyamin och skopolamin. Idag odlas växten för industriell framställning av L-hyoscyamin och atropin.

## Synonymer
- Hyoscyamus scopolia L.
- Scopolia carniolica subsp. hladnikiana (Freyer ex W.D.J.Koch) Nyman
- Scopolia hladnikiana Frey. ex Koch
- Scopolia scopolia H.Karst. nom. illeg.
- Scopolia trichotoma Moench
- Scopolia tubiflora Kreyer
- Scopolia viridiflora Frey. ex Koch
- Scopolina carniolica Schur
- Scopolina atropoides Schult.

## Galleri

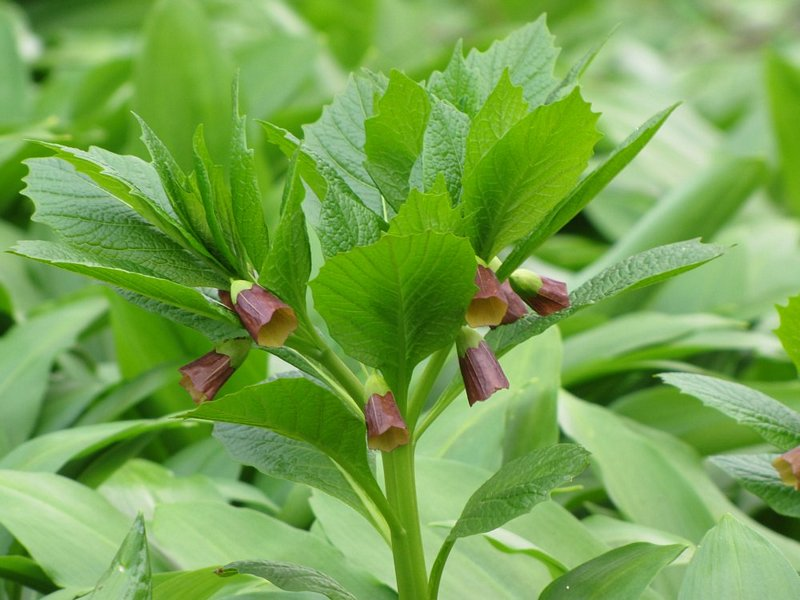
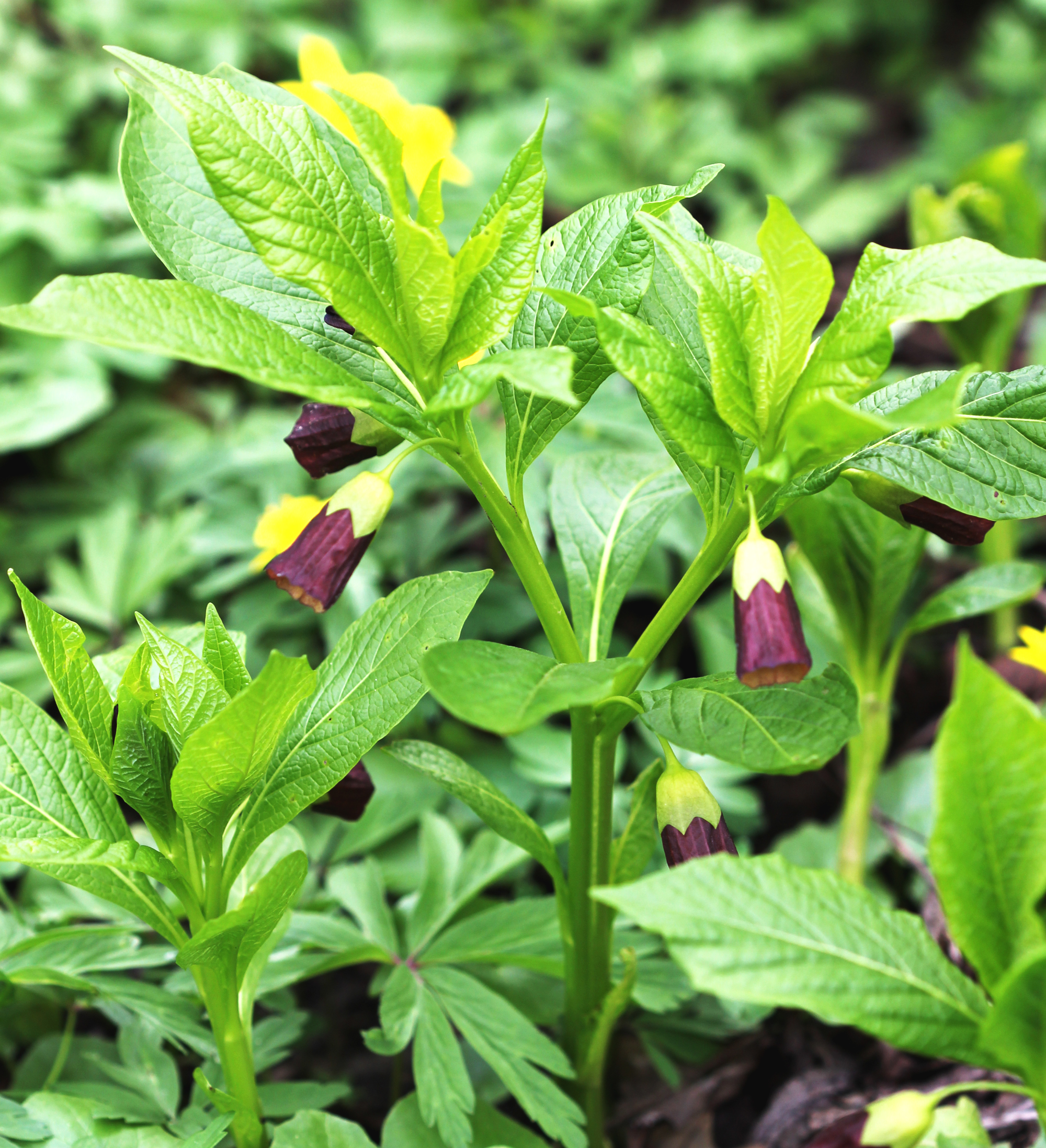
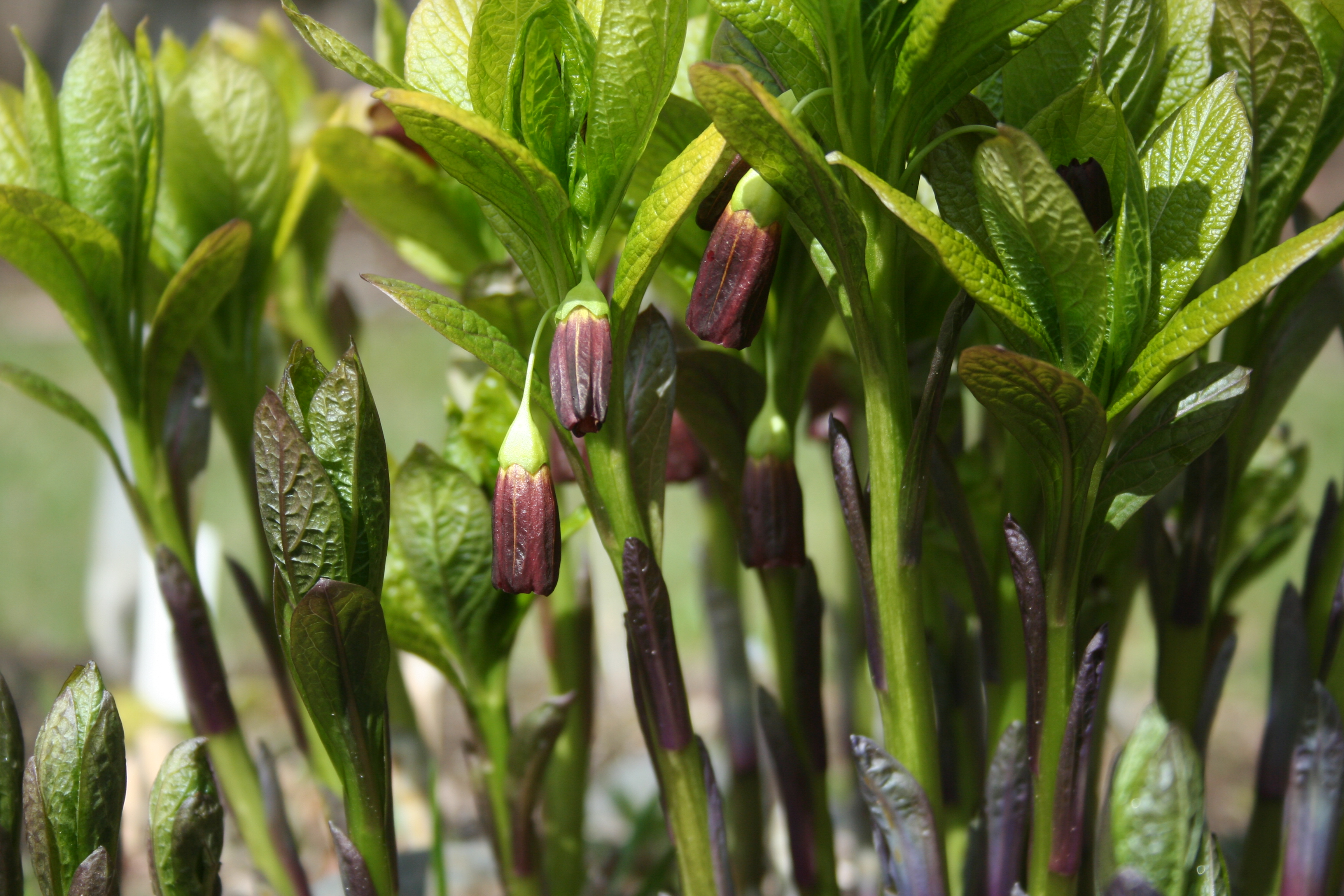
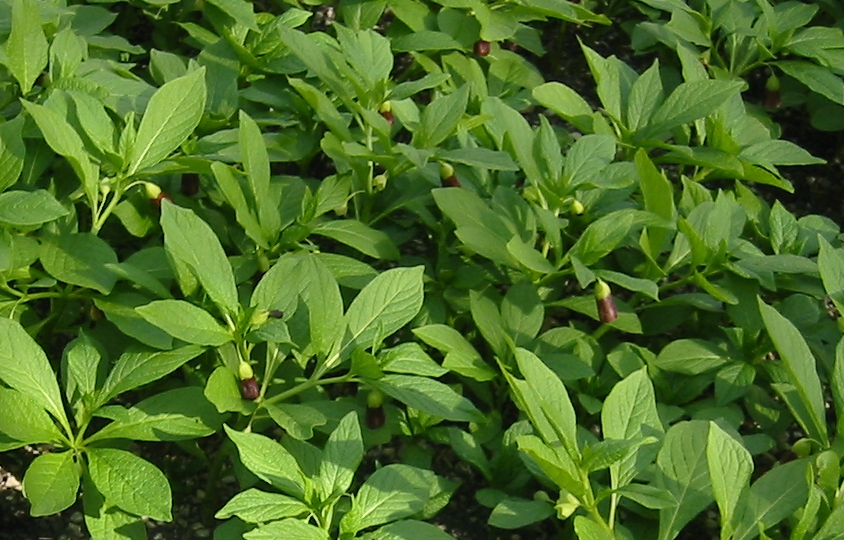
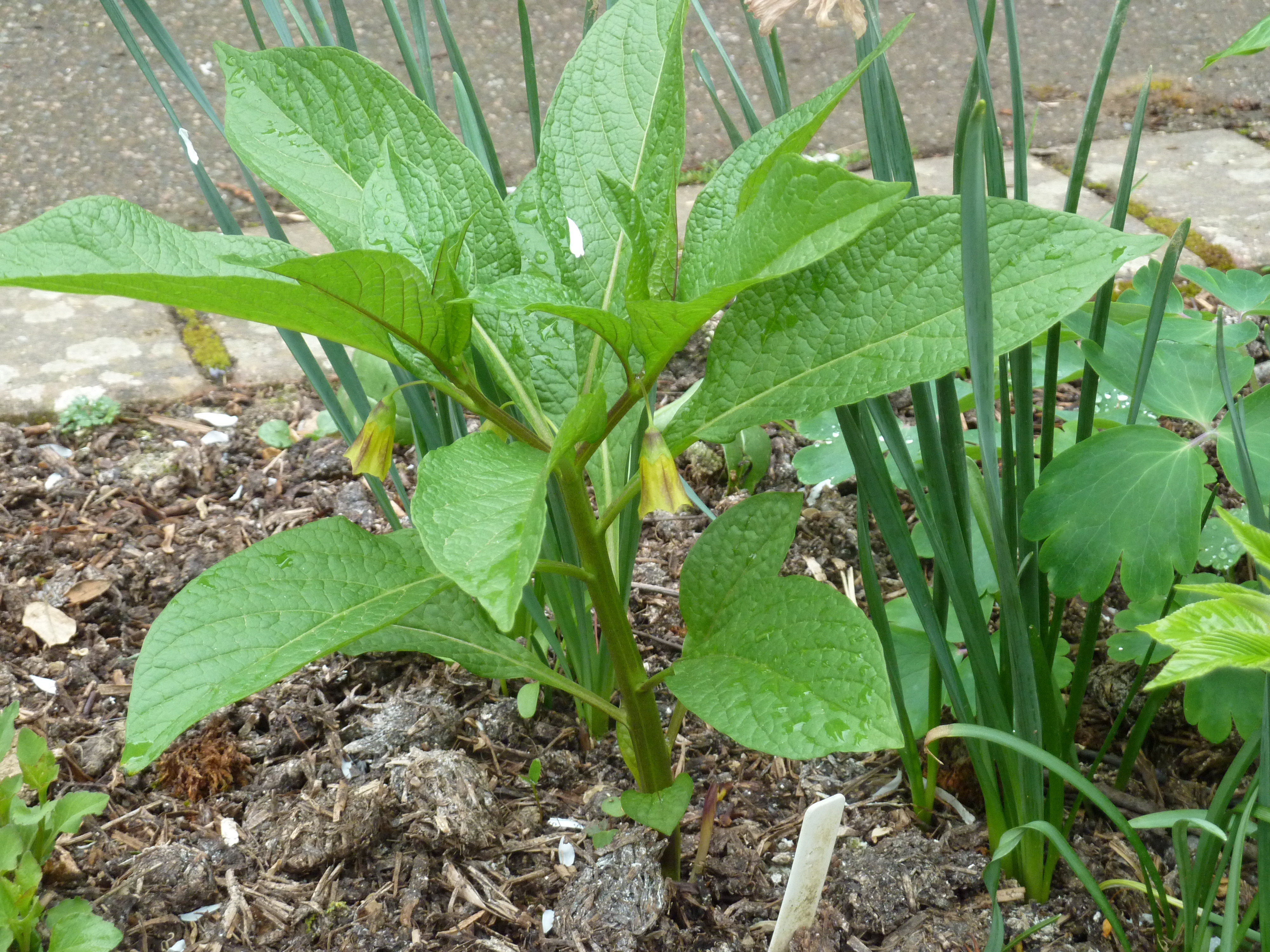